# مبادی الهیات
مبادی الهیات (زبان یونانی: Στοιχείωσις θεολογική) اثری است در فلسفه نوافلاطونی که توسط پروکلوس نوشته شده. این نوشته که معمولاً خلاصه‌ای نظام‌مند از متافیزیک نوافلاطونی انگاشته شده، در بسیاری اوقات به عنوان مقدمه‌ای بر این حیطه به کار رفته.
اصول الهیات در قرون میانه، علی‌الخصوص از طریق اقتباسی که در قرن نهم میلادی با عنوان الایضاح فی خیر المحض از آن صورت گرفت و به‌نادرست به ارسطو منتسب شد، بسیار اثرگذار بوده. اصل اثر پروکلوس در ۱۲۶۸ توسط ویلیام موربکه به عنوان Elementatio Theologica ترجمه شد.

## صفحات وابسته
- اثولوجیا، اقتباس عربی دیگر از یک اثر نوافلاطونی (تاسوعات فلوطین) که به دروغ به ارسطو نسبت داده شده است.